# Сергій (Рибко)
Ігумен Сергій (в миру Юрій Йосипович Рибко; 4 серпня 1960, Нелидово, Тверська область — 12 липня 2022) — ігумен Російської православної церкви, місіонер, відомий проповідями в рок-середовищі та серед «неформалів», настоятель храму Зіслання Святого Духа на апостолів на Лазаревському кладовищі міста Москви.

## Біографія
Народився в 1960 році в місті Нелидово Тверській області в атеїстичній родині.
У 14 років познайомився з рок-музикою. Захопився ідеями руху хіпі, і одночасно — вченням анархістів. В результаті довгих духовних пошуків прийшов до православ'я, хоча і продовжував захоплюватися роком, співпрацюючи з музикантами і пропагуючи зближення церкви з російським роком: «У рок-музики і церкви одна задача — привести людей до істини. Я ніколи не сприймав рок-музику як розваги, це та музика, в якій піднімаються серйозні духовні і філософські питання».
З 1979 року служив псаломщиком в підмосковних храмах.
У 1988 році вступив до Оптиної пустині.
У 1990 році прийняв чернечий постриг і священний сан. У 1992 році направлений на подвір'я Оптиної пустині в Москві.
З 1994 року — настоятель храму Зіслання Святого Духа на колишньому Лазарівському кладовищі.
Заочно закінчив Московську Духовну семінарію.
З 2002 року — настоятель храму преподобного Сергія Радонезького в Бібирові, на території якого починає будівництво нового храму в ім'я Собору Московських Святих.
У 2004 році нагороджений премією «Віднайдене покоління» за місіонерську діяльність серед неформальної молоді.
Член комісії з питань організації церковної місії Міжсоборної присутності.

## Висловлювання
Після нападу на гей-клуб в Москві 12 жовтня 2012 року, ігумен Сергій висловився на підтримку нападників :
Я розумію обурення російських людей. Священне писання велить побивати камінням всіх цих хлопців нетрадиційної орієнтації. Поки ця шваль з російської землі зразу ж не забереться, я повністю поділяю погляди тих, хто намагається від неї очистити нашу батьківщину. Якщо цього не робить держава, це буде робити народ.
Також він припустив, що "схід від заходу (в Україні) відійде" і "добре, якщо це станеться безкровним шляхом".
"Хто на заході - нехай йдуть на Захід, тільки незрозуміло, на що вони будуть жити, якщо ми їм ще й газ перекриємо. А схід може і не з нами залишитися, вибере собі, наприклад, положення як Придністров'я або Абхазія. Якщо з часом вони захочуть увійти до складу Росії, то їх потрібно прийняти ", - заявив він порталу" Православний погляд.
У 2017 році за свої антиукраїнські висловлювання та пособництво терористам та окупантам був внесений до бази сайту "Миротворець".